# Solfito di bario
Il solfito di bario è un composto chimico di formula BaSO3 che in condizioni normali si presenta come un solido bianco. È il sale di bario (avente numero di ossidazione pari a +2) dell'acido solforoso.

## Caratteristiche
Appare come un solido cristallino bianco inodore, con cristalli monoclini (la cella unitaria ha dimensioni 664,7 × 548,3 × 464,5).
È un sale poco solubile in acqua (Kps = 8,0 × 10-7), mentre negli acidi si solubilizza facilmente. Il composto risulta essere insolubile in etanolo.
Il solfito di bario può essere ossidato dall'acqua ossigenata, formando solfato di bario:
{\displaystyle {\ce {BaSO3 + H2O2 -> BaSO4 + H2O}}}
Il solfito di bario è inoltre un intermedio generato nel processo che porta alla produzione del solfuro di bario, BaS, a partire da BaSO4. In questa reazione di ossidoriduzione, il carbonio elementare si trova in equilibrio con la CO2 naturalmente presente, formando monossido di carbonio, CO (equilibrio di Boudouard), che rappresenta l'effetiva specie riducente:
{\displaystyle {\ce {BaSO4 + CO -> BaSO3 + CO2}}}

## Preparazione
Il solfito di bario si ottiene facendo reagire il solfito di sodio con un alogenuro di bario (il più usato è il cloruro di bario) oppure con l'idrossido di bario.
{\displaystyle {\ce {Na2SO3 + Ba(OH)2 -> BaSO3 + 2NaOH}}}
{\displaystyle {\ce {Na2SO3 + BaCl2 -> BaSO3 + 2NaCl}}}